# Косівська міська рада
Ко́сівська міська́ ра́да — адміністративно-територіальна одиниця та орган місцевого самоврядування в Косівському районі Івано-Франківської області. Адміністративний центр — місто Косів.

## Загальні відомості
- Територія ради: 11,38 км²
- Населення ради: 8682 особи (станом на 2015 рік)[1]
- Територією ради протікає річка Рибниця.

## Населені пункти
Міській раді підпорядковані населені пункти:
- м. Косів

## Склад ради
Рада складається з 32 депутатів та голови.
- Голова ради: Фокшей Микола Миколайович
- Секретар ради: Фокшей Орест Данилович

### Керівний склад попередніх скликань
| Прізвище, ім'я, по батькові  | Основні відомості | Дата обрання | Дата звільнення |
| ---------------------------- | --- | ------------ | --------------- |
| Пітеляк Володимир Васильович | Міський голова, 1960 року народження, безпартійний                                                                               | 26.03.2006   | 31.10.2010      |
| Фокшей Микола Миколайович    | Міський голова, 1951 року народження, освіта вища, безпартійний                                                                  | 31.10.2010   |                 |
| Плосконос Юрій Олександрович | Міський голова, 1971 року народження, освіта вища, депутат та голова депутатської фракції ВО «Свобода» у Косівській міській раді | 26.11.2015   |                 |

Примітка: таблиця складена за даними сайту Верховної Ради України

### Депутати
За результатами місцевих виборів 2010 року депутатами ради стали:

#### За суб'єктами висування
| Суб'єкт висування                                       | Кількість обраних депутатів | %    |
| ------------------------------------------------------- | --------------------------- | ---- |
| Політична партія Всеукраїнське об'єднання «Свобода»     | 5                           | 15,6 |
| Політична партія «Фронт Змін»                           | 5                           | 15,6 |
| Партія регіонів                                         | 4                           | 12,5 |
| Політична партія Конгрес Українських Націоналістів      | 4                           | 12,5 |
| Політична партія Народний Рух України                   | 3                           | 9,4  |
| Народна партія                                          | 2                           | 6,3  |
| Політична партія Всеукраїнське об'єднання «Батьківщина» | 2                           | 6,3  |
| Політична партія «Наша Україна»                         | 2                           | 6,3  |
| Соціалістична партія України                            | 2                           | 6,3  |
| Політична партія «Європейська партія України»           | 1                           | 3,1  |
| Українська Народна Партія                               | 1                           | 3,1  |
| Українська партія                                       | 1                           | 3,1  |

#### За округами
| № округу                                                | Прізвище, ім'я, по батькові      | Дата визнання обраним | Освіта             | Партійна приналежність                              | Відомості про обраного депутата |
| ------------------------------------------------------- | -------------------------------- | --------------------- | ------------------ | --------------------------------------------------- | --- |
| Народна Партія                                          |                                  |                       |                    |                                                     | |
| 7                                                       | Степанченко Олександр Якович     | 04.11.2010            | вища               | позапартійний                                       | Косівська ЦРЛ, лікар |
| 12                                                      | Мироняк Юрій Васильович          | 04.11.2010            | середня спеціальна | позапартійний                                       | приватний підприємець |
| Партія регіонів                                         |                                  |                       |                    |                                                     | |
| б/м                                                     | Данильців Володимир Миколайович  | 17.11.2010            | вища               | член Партії регіонів                                | Косівське споживче товариство, голова правління |
| б/м                                                     | Шкондеюк Петро Васильович        | 17.11.2010            | середня            | член Партії регіонів                                | база відпочинку «Байка», директор |
| 11                                                      | Луков Юрій Олександрович         | 04.11.2010            | середня            | член Партії регіонів                                | приватний підприємець |
| 15                                                      | Пузіков Віталій Валерійович      | 04.11.2010            | вища               | член Партії регіонів                                | приватний підприємець |
| Політична партія Всеукраїнське об'єднання «Батьківщина» |                                  |                       |                    |                                                     | |
| б/м                                                     | Бойчук Назар Дмитрович           | 17.11.2010            | вища               | член Всеукраїнського об'єднання «Батьківщина»       | ВАФ «НБА», заступник директора |
| 16                                                      | Якимів Андрій Мирославович       | 04.11.2010            | середня            | позапартійний                                       | приватний підприємець |
| Політична партія Всеукраїнське об'єднання «Свобода»     |                                  |                       |                    |                                                     | |
| б/м                                                     | Фокшей Орест Данилович           | 17.11.2010            | вища               | член Всеукраїнського об'єднання «Свобода»           | Косівська міська рада, секретар ради |
| б/м                                                     | Максимчук Руслан Теофілович      | 17.11.2010            | середня            | член Всеукраїнського об'єднання «Свобода»           | приватний підприємець |
| б/м                                                     | Хімяк Лариса Олександрівна       | 17.11.2010            | вища               | член Всеукраїнського об'єднання «Свобода»           | Косівська центральна районна лікарня, лікар |
| 1                                                       | Печижак Роман Михайлович         | 04.11.2010            | вища               | член Всеукраїнського об'єднання «Свобода»           | КредитнаСпілка «Косівська», кредит-ний інспектор |
| 13                                                      | Плосконос Юрій Олександрович     | 04.11.2010            | вища               | член Всеукраїнського об'єднання «Свобода»           | приватний підприємець |
| Політична партія «Європейська партія України»           |                                  |                       |                    |                                                     | |
| 10                                                      | Бородайкевич Володимир Денисович | 04.11.2010            | середня            | член Політичної партії «Європейська партія України» | МКП"Косівміськ-водосервіс", робітник |
| Політична партія Конгрес Українських Націоналістів      |                                  |                       |                    |                                                     | |
| б/м                                                     | Лукинюк Володимир Йосипович      | 17.11.2010            | вища               | член Конгресу Українських Націоналістів             | приватний підприємець |
| 3                                                       | Сомик Віра Романівна             | 04.11.2010            | вища               | позапартійна                                        | Аптека № 40, завідувач |
| 4                                                       | Довбенчук Юрій Михайлович        | 04.11.2010            | середня спеціальна | член Конгресу Українських Націоналістів             | приватний підприємець |
| 8                                                       | Гринюк Микола Васильович         | 04.11.2010            | середня спеціальна | член Конгресу Українських Націоналістів             | тимчасово не працює |
| Політична партія Народний Рух України                   |                                  |                       |                    |                                                     | |
| б/м                                                     | Кравчук Дмитро Дмитрович         | 17.11.2010            | вища               | член Народного Руху України                         | Косівський інститут ПДМ ЛНАМ, викладач |
| б/м                                                     | Збіглей Микола Іванович          | 17.11.2010            | вища               | член Народного Руху України                         | МП «Діл. Інженер», директор |
| 2                                                       | Гладун Дмитро Романович          | 04.11.2010            | середня спеціальна | член Народного Руху України                         | пенсіонер |
| Політична партія «Наша Україна»                         |                                  |                       |                    |                                                     | |
| б/м                                                     | Гуцуляк Юрій Григорович          | 17.11.2010            | вища               | член Політичної партії «Наша Україна»               | НП Івано-Франківський інститут агропромислового виробництва НААН, завідувач Косівським відділом проблем гірського землекористування                      |
| 5                                                       | Соломченко Юрій Віталійович      | 04.11.2010            | вища               | позапартійний                                       | ПП Пузіков, завідувач складом |
| Політична партія «Фронт Змін»                           |                                  |                       |                    |                                                     | |
| б/м                                                     | Кравчук Назар Дмитрович          | 17.11.2010            | вища               | член Політичної партії «Фронт Змін»                 | Косівська районна державна адміністрація, завідувач сектору з питань мобілізаційної, оборонної роботи та взаємодії з правохоронними органами апарату РДА |
| б/м                                                     | Григорчук Іван Васильович        | 17.11.2010            | вища               | член Політичної партії «Фронт Змін»                 | приватний підприємець |
| б/м                                                     | Фокшей Ігор Богданович           | 17.11.2010            | вища               | позапартійний                                       | Косівська загальноосвітня школа І-ІІІ ст. № 2, вчитель образотворчого мистецтва та трудового навчання                                                    |
| 6                                                       | Гостюк Василь Андрійович         | 04.11.2010            | вища               | позапартійний                                       | Косівська загальноосвітня школа № 2, директор |
| 14                                                      | Гуляк Ігор Ярославович           | 04.11.2010            | вища               | член Політичної партії «Фронт Змін»                 | приватний підприємець |
| Соціалістична партія України                            |                                  |                       |                    |                                                     | |
| б/м                                                     | Кирилов Сергій Олександрович     | 17.11.2010            | вища               | член Соціалістичної партії України                  | Косівська міської організації ВГО "Захист дітей війни, голова                                                                                            |
| б/м                                                     | Лаврук Богдан Володимирович      | 17.11.2010            | вища               | член Соціалістичної партії України                  | приватний підприємець |
| Українська Народна Партія                               |                                  |                       |                    |                                                     | |
| б/м                                                     | Пігуляк Марина Романівна         | 17.11.2010            | вища               | позапартійна                                        | тимчасово не працює |
| Українська партія                                       |                                  |                       |                    |                                                     | |
| 9                                                       | Бович Володимир Степанович       | 04.11.2010            | вища               | позапартійний                                       | Санепідемстанція, завідувач ідділенням |